# Aleksandr Pierietiagin
Aleksandr Władimirowicz Pierietiagin (ros. Александр Владимирович Перетягин, ur. 2 lutego 1992 w Czusowym) – rosyjski saneczkarz w konkurencji jedynek, uczestnik Zimowych Igrzysk Olimpijskich 2014 oraz mistrzostw świata w 2013.
Siódmy zawodnik w konkurencji jedynek na igrzyskach olimpijskich 2014 oraz srebrny medalista Mistrzostw Europy w 2015 roku w Soczi w jedynkach.